# Rangkiang

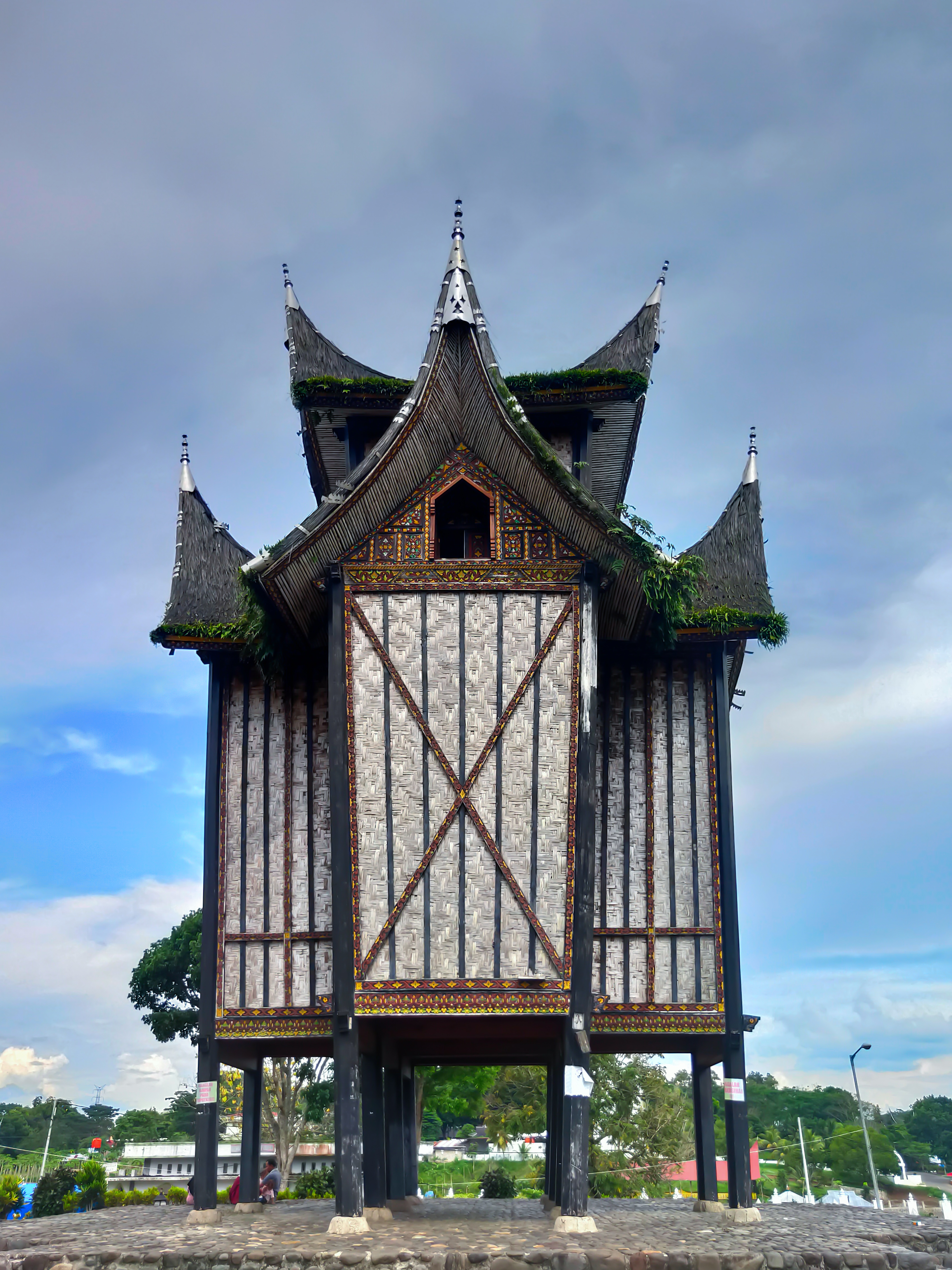

Un rangkiang ou un lumbuang est un grenier ou une grange à riz utilisé par les Minangkabau pour conserver le riz. L'architecture de la structure est distinctive. Le rangkiang se trouve généralement dans la cour d'une Rumah Gadang (en), la maison traditionnelle des Minangkabau.